# De l’Allemagne
De l’Allemagne (pol. O Niemczech) – książka Anne-Louise Germaine Necker (Madame de Staël) wydana w 1813 w Londynie, promująca koncepcję Niemiec jako modelu etycznego i estetycznego, a także wychwalająca niemiecką literaturę oraz filozofię.
Publikacja została napisana w 1810, jednak przed upadkiem Napoleona nie mogła się ukazać ani we Francji, ani w większości innych krajów europejskich, bowiem stanowiła zemstę autorki za jej wypędzenie z Francji w 1803 przez Bonapartego, jako niebezpiecznej intrygantki.
Utwór nie posiada większych walorów literackich, jest również nierzetelny w sferze faktograficznej. Jego centralnym przesłaniem jest ukazanie Niemiec, jako kraju poetów i filozofów. Stanowi pokłosie podróży Pani de Staël po Niemczech w towarzystwie pisarza i filologa, Augusta Wilhelma Schlegela (lata 1803-1808). Autorka nie znała języka niemieckiego i miała bardzo słabą wiedzę z zakresu filozofii niemieckiej. Mimo tego jej książka uzyskała ogromną popularność i przyczyniła się do powstania europejskiego mitu, według którego Francja jest potęgą polityczną, a Niemcy intelektualną.
Mimo niedostatków pozycja zawiera panoramę realiów geograficznych, antropologicznych, kulturowych i religijnych kraju. Stanowi również akt oskarżenia wobec cesarskiej Francji, w którym jednak nie pojawia się imię Napoleona. Co istotne, autorka zastosowała w nim rozróżnienie poezji na klasyczną i romantyczną, przy czym ideałem tej drugiej była poezja niemiecka. W tym kontekście de Staël nie nakazuje Francuzom „Zostańcie Niemcami” (uważa naśladownictwo za jałowe), ale każe im szukać własnego bogactwa poprzez Niemcy. Ogólny wydźwięk utworu wskazuje na to, że autorka miała na celu wywołanie niezadowolenia oraz dania Francuzom przykładu innego narodu jako wzoru kulturowego.